# 陈明 (学者)
陈明（1962年—），湖南长沙人，中国儒学学者。

## 生平
陈明出生于1962年。1982年湖南株洲师范（今湖南工业大学）中文大专二班毕业，1989年获山东大学哲学系硕士，1992年获中国社会科学院研究生院宗教系哲学博士。
曾任中国社会科学院世界宗教研究所儒教研究室副研究员，首都师范大学哲学系教授、儒教文化研究中心主任，现任湘潭大学碧泉书院教授，湖南大学岳麓书院兼职教授。

## 思想
作为1980年代成熟的学者，陈明自认为思想一直比较启蒙、西化，但冷战后他发现“整个世界帝国化了，而帝国只有一个中心，这个中心只能是美国。这就意味着启蒙话语承诺的一切也是一个乌托邦。这些促使我回到我自己的民族立场来思考问题。”
陈明与蒋庆、康晓光被视为大陆新儒学代表人物。陈明经常把蒋庆及其追随者叫做儒家原教旨主义者，说“我交往的圈子里自由主义者比较多，跟儒家那些人虽然是同道，但交道并不多。”
2014年，习近平出席国际儒学联合会在北京人民大会堂举办的纪念孔子诞辰2565周年大会，陈明表示“高度肯定”，说“以阶级斗争理论和共产主义叙事为主干的意识形态在历史描述和政治导引上导致了“文革”这样的浩劫”，但自邓小平以来，“从无产阶级先锋队到中华民族先锋队，从共产主义乌托邦到中华民族的伟大复兴，一路走来，自然就是回归本土，回归历史，回归对国家民族的最初承诺。”

## 著作
1994年创办《原道》辑刊（湖南大学岳麓书院）任主编至今。著有《儒学的历史文化功能》《儒者之维》《文化儒学》《儒教与公民社会》《浮生论学——李泽厚陈明对谈录》，主编有“原道文丛”若干种。

## 学术兼职
中华孔子学会常务理事，瞭望智库专家。